# Helcmanovce
Helcmanovce (em alemão: Helcmanowitz; em húngaro: Nagykuncfalva) é um município da Eslováquia, situado no distrito de Gelnica, na região de Košice. Tem 12,85 km² de área e sua população em 2018 foi estimada em 1.433 habitantes.

## Demografia
| Ano:        | 1994 | 2004   | 2014   | 2024   |
| ----------- | ---- | ------ | ------ | ------ |
| Broj ljudi: | 1631 | 1558   | 1445   | 1364   |
| Razlika:    |      | -4,47% | -7,25% | -5,60% |

| Ano:               | 2023 | 2024 |
| ------------------ | ---- | ---- |
| Número de pessoas: | 1364 | 1364 |
| Diferença:         |      | +0%  |